# Турмалин
 Тази статия е за минерала.  За американската общественичка вижте Турмалин (общественичка).  
Турмалинът е алумо-боро-силикатен минерал със сложен и непостоянен химичен състав, а според други източници е група минерали със сходен състав и физически свойства. Един от най-интересните скъпоценни камъни, които се използват в бижутерията, поради това че се среща в разнообразна цветова гама. Тя се дължи на сложността и изменчивостта на химическия му състав и различно обагрените му разновидности имат собствени имена – рубелит (розов, червен, малинов), ахроит (безцветен), индиголит (в сини тонове), верделит (в зелената гама), шерл (черен), хамелеонит (оцветен в маслинено зелено при дневна светлина и винено червено при изкуствено осветление). Различните цветовете са причинени от наличието на малки количества примеси и следи от елементи, като зависят от мястото на формиране на камъка. Една от най-характерните особености на турмалините е тяхното оцветяване – много често те са обагрени в различни нюанси на един и същи цвят или едновременно в няколко различни цвята. Известни са турмалини, оцветени в 5 различни цвята едновременно.
Името на турмалина произхожда от сингалската дума (Шри Ланка) „turamali“ – камък със смесени цветове. На практика съществуват турмалини в цялата гама от цветове на дъгата. Други преводи го предават като „камък, привличащ пепелта“, което е свързано със свойството му да се наелектризира при нагряване.

Общата формула на турмалините е 3[XY3Z6(Si6O18)(BO3)3(O,OH,F)4]. В състава на турмалина влизат: калций, калий, магнезий, манган, желязо, силиций, йод, флуор и други – 26 на брой химически елемента от Менделеевата таблица. Всички турмалини имат тригонална кристална структура, стъкловиден блясък и твърдост 7,5 по скалата на Моос.

Зеленият цвят е класически цвят за турмалините. Хром турмалин се нарича измурудено-зеленият танзанийски вариант. Както при изумруда, оцветяването му се дължи на наличие на ванадий и хром в състава му и той е с изключителна красота, сходна с тази на доброкачествения изумруд. Зелените турмалини се добиват и в Бразилия и Намибия.
Дори и сред зелените турмалини се наблюдава широк спектър от цветове. Някои от тях са много светли. Други са толкова тъмни, че се разпознават само когато камъкът се разглежда срещу светлината. Има турмалини с деликатен зелен цвят на праз, но също така и с интезивно жълто-зелени, маслиненозелени и кафяво-зелени нюанси.
Ювелирните турмалини се добиват в Шри Ланка, Индия, Бразилия и Калифорния. Високо се ценят и тези, добити в Урал и Задбайкалието. В България се среща турмалин, главно от черната дравит-шерлова разновидност. Едри кристали от него, сраснали във вид на турмалинови сърца, може да се намерят на Витоша, Плана, Сакар, Родопите и др.

## Галерия
- Берил и турмалин М2792 от Гайтаниново, Пирин, кол. Иван Костов – Музей по минералогия, петрология и минерални ресурси на Софийския университет „Свети Климент Охридски“